# Gieba
Gieba ist ein Ortsteil der thüringischen Gemeinde Nobitz im Landkreis Altenburger Land. Davor gehörte es zur Gemeinde Podelwitz und zur Gemeinde Saara. Bekannt ist vor allem das hier befindliche älteste Fachwerkhaus des Altenburger Landes.

## Lage
Das Dorf liegt etwa acht Kilometer (Luftlinie) südsüdwestlich der Kreisstadt Altenburg und etwa vier Kilometer südöstlich von Saara sowie ebenfalls vier Kilometer nordöstlich der nächstgelegenen Stadt Gößnitz.
Angrenzende Orte sind im Uhrzeigersinn nördlich die Ortslage Mockzig des Ortsteiles Ehrenberg der Stadt Altenburg, Großmecka im Osten, Runsdorf südlich und Podelwitz westlich.

## Geschichte

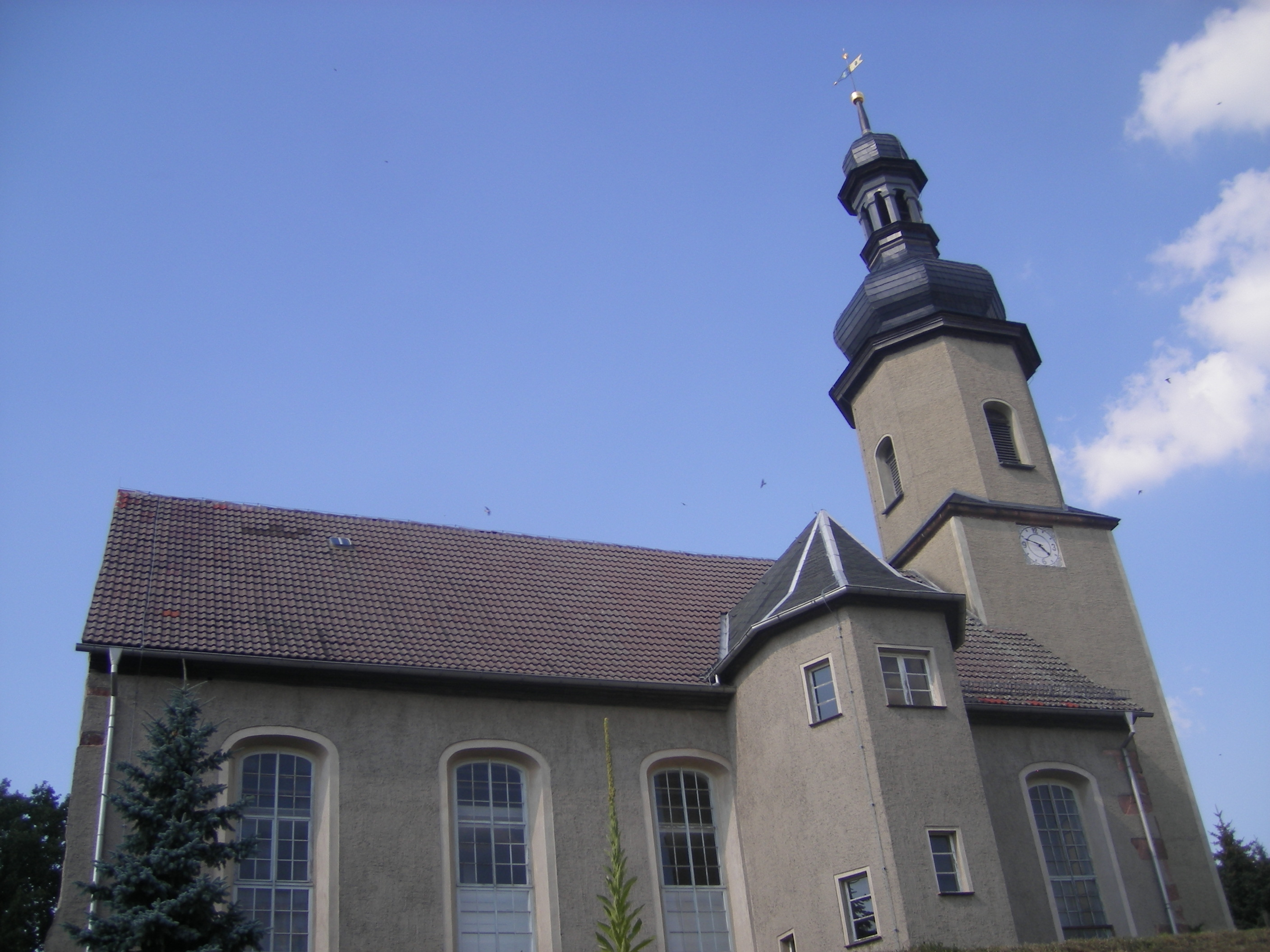
Kirche von Süden

Gieba wurde als slawische Rodungssiedlung gegründet und erinnert noch heute daran. Erstmals urkundlich erwähnt wird der Ort um 1200 als Chiowe, rund 50 Jahre später als Kyowe oder Kybwa bezeichnet. Der Ortsname stammt von dem altsorbischen Kyi, was so viel wie Stock bedeutet. Aufzeichnungen aus dem Jahr 1445 bezeugen, dass der Ort damals aus 12 Gehöften bestand. Im Jahre 1525 gehörte „Kybaw“ offenbar den Herren von Ende, denn der aus Ponitz vertriebene, gefolterte und verstümmelte Küster Georg Droßdorf bat den sächsischen Kurfürsten Johann den Beständigen um seine Hilfe, hier oder in Fuchshayn (bei den Herren von Ende) eine Anstellung zu erhalten: „Ich bitte E. Kfl. G., mir Geleit und Schutz zu geben und mich an die vom Ende umb den dinst zum Fuchshayn oder zu Kybaw [Gieba bei Altenburg] zu verschreyben...“ Gieba gehörte zum wettinischen Amt Altenburg, welches ab dem 16. Jahrhundert aufgrund mehrerer Teilungen im Lauf seines Bestehens unter der Hoheit folgender Ernestinischer Herzogtümer stand: Herzogtum Sachsen (1554 bis 1572), Herzogtum Sachsen-Weimar (1572 bis 1603), Herzogtum Sachsen-Altenburg (1603 bis 1672), Herzogtum Sachsen-Gotha-Altenburg (1672 bis 1826). Bei der Neuordnung der Ernestinischen Herzogtümer im Jahr 1826 kam der Ort wiederum zum Herzogtum Sachsen-Altenburg. Nach der Verwaltungsreform im Herzogtum gehörte er bezüglich der Verwaltung zum Ostkreis (bis 1900) bzw. zum Landratsamt Altenburg (ab 1900). Das Dorf gehörte ab 1918 zum Freistaat Sachsen-Altenburg, der 1920 im Land Thüringen aufging. 1922 kam es zum Landkreis Altenburg. Im Jahr 1837 lebten in dem Ort 127 Menschen, ungefähr 100 Jahre später, 1939 waren es 134, 12 weniger als sechs Jahre zuvor.
Am 1. Juli 1950 wurde Gieba nach Podelwitz eingemeindet. Bei der zweiten Kreisreform in der DDR wurden 1952 die bestehenden Länder aufgelöst und die Landkreise neu zugeschnitten. Somit kam Gieba als Ortsteil der Gemeinde Podelwitz mit dem Kreis Schmölln an den Bezirk Leipzig, der seit 1990 als Landkreis Schmölln zu Thüringen gehörte und 1994 im Landkreis Altenburger Land aufging. Der Dorfteich wurde zu DDR-Zeiten als Deponie verwendet und so erfolgte die Rekultivierung durch den Schmöllner Verein naterger e. V. Ebenfalls zu DDR-Zeiten wurde eine LPG mit Jungviehanlage gegründet, die heute noch existiert. Mit dem Aufgehen der Gemeinde Podelwitz in der Einheitsgemeinde Saara wurde Gieba am 1. Januar 1996 ein Ortsteil dieser Gemeinde, bis diese wiederum am 31. Dezember 2012 zu Nobitz kam.

## Kultur und Sehenswürdigkeiten
Gieba besitzt eine mittelgroße barocke Kirche aus dem Jahre 1729, die vom Baumeister Küntzel aus Taltitz/Vogtland stammt. Sie beherbergt Grabdenkmäler aus den Jahren nach 1585 für die Familie von Rußwurm aus dem benachbarten Podelwitz. Als Besonderheit schließt sich südlich des Kirchenschiffes ein Nebentürmchen an. Die Kirche besitzt drei Glocken aus den Jahren 1463 und 1718, die 1995 erneuert wurden.
Zur Geschichte der Kirchenglocke existiert eine Sage, wonach die Glocke während der Plünderungen der Hussiten 1430 auf mystische Weise selbst verschwand und erst von einem Schwein wiedergefunden wurde.
Der Ort ist auch wegen des dort befindlichen ältesten erhaltenen Ständerbauwerkes im Landkreis Altenburger Land weit über die Landkreisgrenzen bekannt. Es wurde 1564 beziehungsweise 1565 erbaut und durch eine dendrochronologische Baualtersuntersuchung nachgewiesen. Das Gefache des Gebäudes ist 2,80 Meter breit und besteht aus durchgehenden Ständern von der Schwelle bis zum Dachbalken, außerdem ähneln die Kopfbänder einem Lebensbaum.